# فرجينيا ويدلر
فرجينيا ويدلر (بالإنجليزية: Virginia Weidler)‏ هي ممثلة أمريكية، ولدت في 21 مارس 1927 بإيغل روك في الولايات المتحدة، وتوفيت في 1 يوليو 1968 بلوس أنجلوس في الولايات المتحدة بسبب نوبة قلبية.

## أعمال

### أفلام
- (1940) قصة فيلادلفيا
- (1940) كل هذا والجنة أيضا

## وصلات خارجية
- فرجينيا ويدلر على موقع IMDb (الإنجليزية)
- فرجينيا ويدلر على موقع ألو سيني (الفرنسية)
- فرجينيا ويدلر على موقع أول موفي (الإنجليزية)
- فرجينيا ويدلر على موقع قاعدة بيانات برودواي على الإنترنت (الإنجليزية)
- فرجينيا ويدلر على موقع قاعدة بيانات الأفلام السويدية (السويدية)
- فرجينيا ويدلر على موقع إن إن دي بي (الإنجليزية)
- فرجينيا ويدلر على موقع قاعدة بيانات الفيلم (الإنجليزية)
- فرجينيا ويدلر على موقع كينوبويسك (الروسية)